# Bupleurum polyphyllum
Bupleurum polyphyllum är en flockblommig växtart som beskrevs av Carl Friedrich von Ledebour. Bupleurum polyphyllum ingår i släktet harörter, och familjen flockblommiga växter. Inga underarter finns listade i Catalogue of Life.